# Flamländska beginergårdar
Flamländska beginergårdar är ett världsarv bestående av 13 beginergårdar i Belgien:
- Beginergården i Hoogstraten
- Beginergården i Lier
- Beginergården i Mechelen
- Beginergården i Turnhout
- Beginergården i Sint-Truiden
- Beginergården i Tongeren
- Beginergården i Dendermonde
- Beginergården i Gent
- Beginergården i Sint-Amandsberg
- Beginergården i Diest
- Beginergården i Leuven
- Beginergården i Brygge
- Beginergården i Kortrijk